# EasyChair
EasyChair è una piattaforma web software gratuita di gestione delle conferenze usata per gestire discussioni, osservazioni durante delle conferenze tecniche.
È simile ad altri sistemi di gestione di eventi come OpenConf ed è "ospitato" nei computer del dipartimento di scienze dell'Università di Manchester.